# Stratigrafia (archeologia)

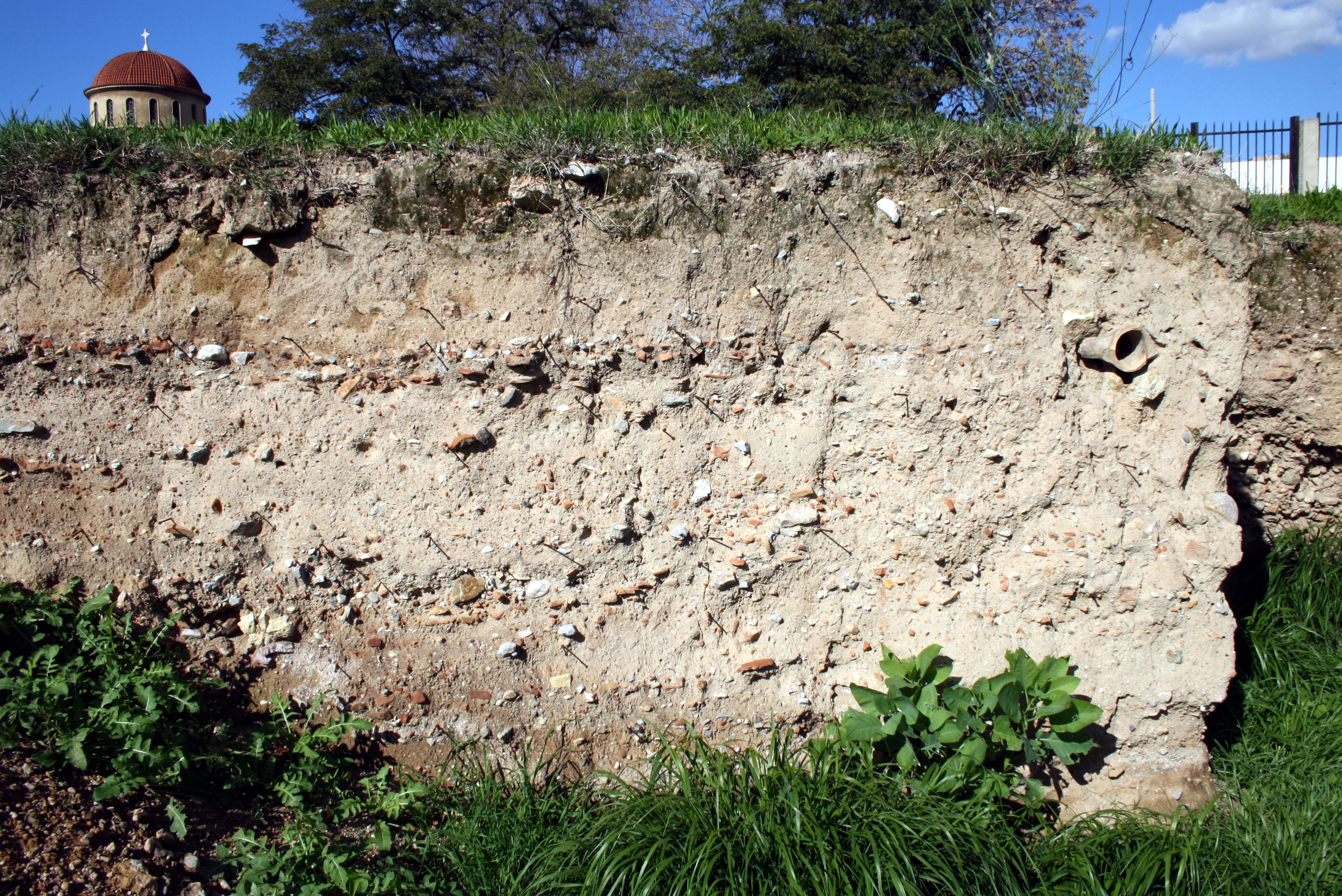
Una nitida stratigrafia nel Cimitero del Ceramico (Atene).

La stratigrafia è la scienza che descrive gli strati archeologici. In particolare, sono oggetto di analisi, per ricostruire la storia degli strati, forma, concatenamento, divisione e successione. Le basi di questa scienza furono gettate da Niccolò Stenone nel XVII secolo, il quale dimostrò che gli strati geologici si sovrapponevano nel tempo e che quelli più antichi erano i più profondi. Fondamentale fu anche il contributo di William Smith (XIX secolo), che sottolineò l'importanza dei fossili per distinguere adeguatamente gli strati.
Il metodo è stato elaborato a partire dal concetto di stratigrafia individuato in geologia, per cui le rocce si depositano in strati sovrapposti, con quelle più antiche alla base e quelle via via più recenti che le vanno a coprire.

## Branche
La stratigrafia si suddivide in vari campi specializzati. Così, la litostratigrafia descrive gli strati secondo le unità sedimentarie, la biostratigrafia secondo il contenuto fossilifero, la cronostratigrafia gli intervalli di tempo geologico. L'archeostratigrafia (o etnostratigrafia) descrive invece gli strati in funzione del contenuto antropico degli strati. La più recente è la magnetostratigrafia che sfrutta i caratteri geofisici che la roccia registra al proprio interno, descrivendone le variazioni del campo magnetico terrestre registrato dai minerali ferromagnetici all'interno delle rocce.

## Stratificazione
In archeologia, la stratificazione è un concetto per indicare la disposizione di strati omogenei (e per questo facilmente individualizzabili). Tale concetto si basa abbondantemente sulla legge della sovrapposizione. Quando dei ritrovamenti archeologici si trovano al di sotto della superficie del terreno (come nella maggior parte dei casi) l'identificazione del contesto di ognuno di questi è vitale per permettere agli archeologi di trarre conclusioni sul sito, sulla natura e sulla data della sua occupazione. Nella maggior parte dei casi, le "caratteristiche" possono essere identificate e queste si riferiscono alla stratificazione del suolo e al materiale in un arco di tempo. Per esempio il contenuto di un fosso costituirà una caratteristica separata o un contesto separato dallo strato in cui un fosso è stato scavato. È compito dell'archeologo tentare di scoprire quali strati esistono e come possano essere stati creati.

## Scavo stratigrafico
Lo scavo stratigrafico costituisce il metodo elaborato dall'archeologia per raccogliere e documentare i dati, disponibili in un determinato sito, riguardo alle attività umane che vi hanno avuto luogo e all'ambiente con cui hanno interagito.
Il metodo è stato elaborato a partire dal concetto di stratigrafia individuato in geologia, per cui le rocce si depositano in strati sovrapposti, con quelle più antiche alla base e quelle via via più recenti che le vanno a coprire. In modo analogo gli strati di terreno che si erano via via depositati in un sito, permettevano di individuare la successione cronologica dei manufatti che vi erano rinvenuti.

### La premessa teorica
|  | Schema della formazione delle unità stratigrafiche - a - situazione di partenza - b - azione umana di asporto di materiale: scavo di due fosse di fondazione (unità stratigrafiche negative evidenziate dalle linee scure) - c - azioni umane di accumulo di materiale: muri con proprie fondazioni sono costruiti nelle fosse di fondazione, le fosse vengono riempite e il terreno livellato, viene inoltre costruito il pavimento e il tetto (unità stratigrafiche positive) - d - evento del crollo dell'edificio (unità stratigrafiche negative del crollo dei muri, evidenziate dalle linee scure, e unità stratigrafiche positive del crollo dei materiali - e - deposito alluvionale o lento accumulo di materiale portato dal vento (unità stratigrafica positiva) |

Ogni azione umana o ogni evento naturale, ha lasciato in un sito una traccia che si sovrappone alla situazione preesistente e costituisce una "unità stratigrafica" (U.S.). Esempi di queste azioni o eventi possono essere l'accumulo di immondizia gettata al di fuori del villaggio, un fossato scavato intorno alle mura della città, la costruzione del muro di una casa, il suo crollo, il deposito di fango lasciato da un'alluvione, ecc.
A seconda che siano effetto di un evento naturale o di un'azione umana, le unità stratigrafiche si possono intanto suddividere in "naturali" (deposito alluvionale, crollo del muro) e "artificiali" (deposito di immondizia, costruzione di un muro, scavo di un fossato).
Inoltre possono comportare accumulo o asporto di materiali rispetto alla situazione preesistente: avremo quindi unità stratigrafiche "positive" (deposito alluvionale, accumulo di immondizia, costruzione di un muro), o "negative" (scavo di un fossato, crollo di un muro). Mentre la traccia di accumulo che costituisce un'unità stratigrafica positiva ha una consistenza fisica (lo "strato" di immondizia o di fanghiglia, il muro) la traccia di asporto che costituisce un'unità stratigrafica negativa è rappresentata dalla superficie di "taglio" immateriale lasciata dallo scavo del fossato o dalla rottura del muro.
Esistono anche altri tipi di classificazione delle unità stratigrafiche: per esempio le unità stratigrafiche positive possono essere inserite nelle categorie "Costruzione" (il muro del nostro esempio), "Piano di frequentazione" (ad esempio l'alterazione della superficie di uno strato in seguito al calpestio che rende il terreno più compatto, o "battuto"), "Riporto artificiale", "Deposito naturale", "Strato di crollo", "Strato di incendio". Nel caso delle strutture murarie si identifica un'Unità Stratigrafica Muraria (U.S.M.), mentre nel caso di elementi di rivestimento (intonaco, intonaco idraulico, pavimento, rivestimento lapideo, ecc.) si identifica un'Unità Stratigrafica di Rivestimento (U.S.R.).
Le unità stratigrafiche presentano tra loro delle relazioni "fisiche": il fossato "taglia" il terreno nel quale viene scavato, il muro "riempie" la sua fossa di fondazione, l'accumulo di immondizia "copre" la pavimentazione della strada e "si appoggia" al muro contro il quale è stato gettato, ecc. In senso inverso il terreno "è tagliato" dal fossato, la fossa di fondazione "è riempita", la pavimentazione della strada "è coperta" dall'immondizia e infine rispetto al muro l'immondizia "gli si appoggia". Ciascuna di queste relazioni fisiche indica un rapporto cronologico: se il fossato taglia il terreno vuol dire che l'azione di scavare il fossato non può che essere avvenuta dopo l'evento di deposito del terreno in cui viene scavato.
| Relazioni fisiche tra le unità stratigrafiche e conseguente rapporto cronologico | Relazioni fisiche tra le unità stratigrafiche e conseguente rapporto cronologico |
| -------------------------------------------------------------------------------- | -------------------------------------------------------------------------------- |
| copre = è posteriore a                                                           | è coperto da = è precedente a                                                    |
| riempie = è posteriore a                                                         | è riempito da = è precedente a                                                   |
| si appoggia a = è posteriore a                                                   | gli si appoggia = è precedente a                                                 |
| taglia = è posteriore a                                                          | è tagliato da = è precedente a                                                   |

L'insieme di queste relazioni fisiche e la loro concatenazione possono essere dunque tradotte in una sequenza cronologica: se lo strato 1 copre gli strati 2 e 3, ma a sua volta lo strato 2 copre lo strato 3, lo strato 1 è posteriore a 2, che a sua volta è posteriore a 3. Lo schema della successione cronologica  (che sarà dunque, andando dal più recente al più antico, 1 - 2 - 3), tradotto graficamente, viene chiamato matrix o diagramma stratigrafico.

### La pratica

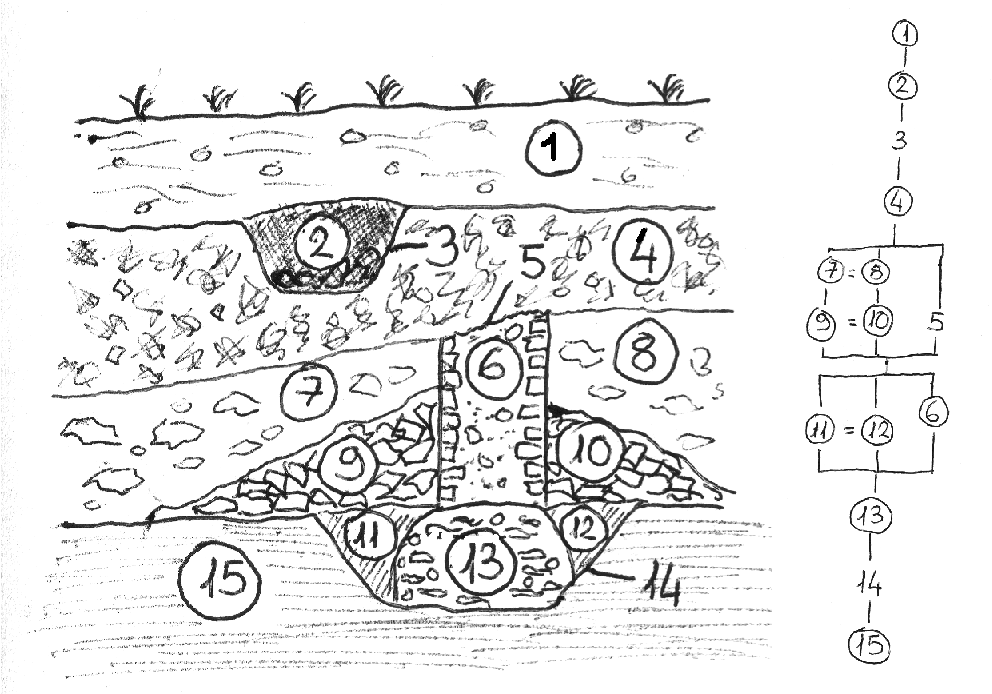
Sezione stratigrafica immaginaria e relativo matrix

Nello scavo ci si trova ad operare a partire dall'unità stratigrafica più recente e si procede via via ad asportare gli strati seguendone l'ordine cronologico, dal più recente al più antico, fino ad arrivare ad uno strato naturale inalterato e archeologicamente sterile, ossia privo di materiali. Si tratta di distinguere gli strati l'uno dall'altro sulla base delle loro caratteristiche fisiche, quali composizione, consistenza, colore codificato (codice Munsell), ecc., e di individuarne i reciproci rapporti fisici (quale strato si sovrappone all'altro, per esempio) per riconoscere ogni volta quello più recente che dovrà essere asportato per primo.
Poiché lo scavo comporta la distruzione dell'oggetto osservato (lo strato di terra viene asportato ed eliminato nel corso del procedimento e lo stesso vale per i limiti di una fossa che costituiscono un'unità stratigrafica negativa), è di fondamentale importanza raccogliere con precisione tutti i dati disponibili. Ogni unità stratigrafica viene individuata per mezzo di un numero, viene redatta una pianta che ne riporta i limiti e la posizione e l'unità stratigrafica viene inserita nelle sezioni. A questa documentazione grafica si aggiunge secondo le necessità anche una documentazione fotografica. Viene inoltre redatta una Scheda di unità stratigrafica, o scheda U.S., nella quale vengono riportate tutte le informazioni, dal tipo di unità stratigrafica, alla descrizione delle sue caratteristiche, a tutte le relazioni fisiche con le altre unità stratigrafiche, all'elenco dei materiali raccolti, ai risultati di eventuali analisi, ecc. Successivamente i dati raccolti saranno utilizzati per la determinazione della sequenza stratigrafica, che corrisponde alla sequenza degli eventi che si sono verificati sul sito oggetto di scavo.
La sequenza stratigrafica fornirà quindi la cronologia relativa di tutte le unità stratigrafiche, mentre una datazione assoluta sarà fornita dai materiali raccolti in ciascuno strato. Durante lo scavo la terra deve quindi essere attentamente esaminata per raccogliere sistematicamente tutti i frammenti di manufatti e i reperti faunistici e botanici (ossa, foglie, semi, carboni, ecc.). A seconda delle necessità si utilizzeranno le tecniche della setacciatura  e della flottazione del terreno per la raccolta dei materiali.
I materiali devono essere chiaramente attribuiti all'unità stratigrafica di provenienza e conservati accuratamente separati strato per strato (in genere in cassette diverse). Ogni frammento va quindi pulito (lavato con acqua se il materiale lo consente senza danno per la conservazione) e siglato con il numero dell'unità stratigrafica di provenienza. I manufatti dovranno inoltre essere sottoposti a restauro in modo da assicurarne la conservazione. Infine i materiali dovranno essere studiati e datati.
La datazione di uno strato corrisponde a quella del reperto più recente che vi viene rinvenuto. Bisogna tuttavia tener presente che in senso stretto si tratta comunque di un terminus post quem: ciò vuol dire che la data in cui il manufatto è stato lavorato costituisce il "termine dopo il quale" esso è stato gettato via o abbandonato ed è entrato a far parte dello strato in formazione.
Va inoltre attentamente valutata la coerenza cronologica di tutti i frammenti ritrovati nello strato e nelle altre unità stratigrafiche correlate. Un singolo frammento databile in un'epoca molto successiva rispetto a tutti gli altri potrebbe essere un "intruso". Per esempio il frammento avrebbe potuto trovarsi al limite tra due strati, non chiaramente distinguibili sul terreno, ed essere stato attribuito per errore allo strato sottostante invece che a quello soprastante. Sono addirittura conosciuti casi in cui frammenti ceramici sono stati inglobati nella radice di una pianta e "spinti" dalla sua crescita in basso nel terreno sottostante.
Infine i dati raccolti dovranno essere interpretati, la sequenza stratigrafica, datata dai materiali, ossia la successione degli eventi accaduti nel sito, dovrà essere articolata per fasi cronologiche coerenti e inserita nel contesto storico locale e generale. I risultati ottenuti dovranno essere pubblicati e infine tutto il materiale significativo dovrà essere conservato in deposito e la documentazione archiviata, in modo da consentire a chiunque in futuro di accedere ai dati raccolti.